# Alexander Arkadjewitsch Suworow

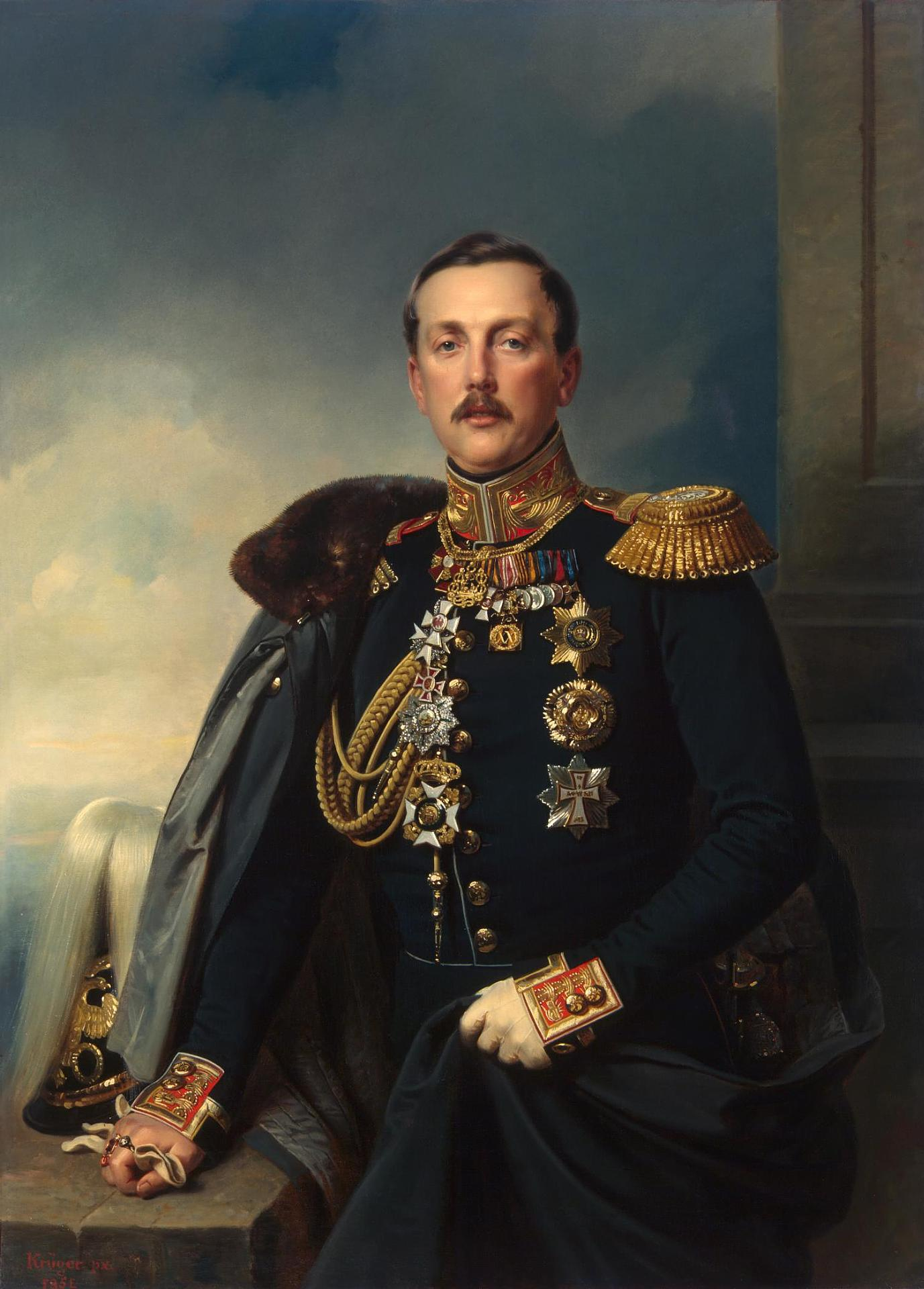
Porträt Alexander Arkadjewitsch Suworows von Franz Krüger

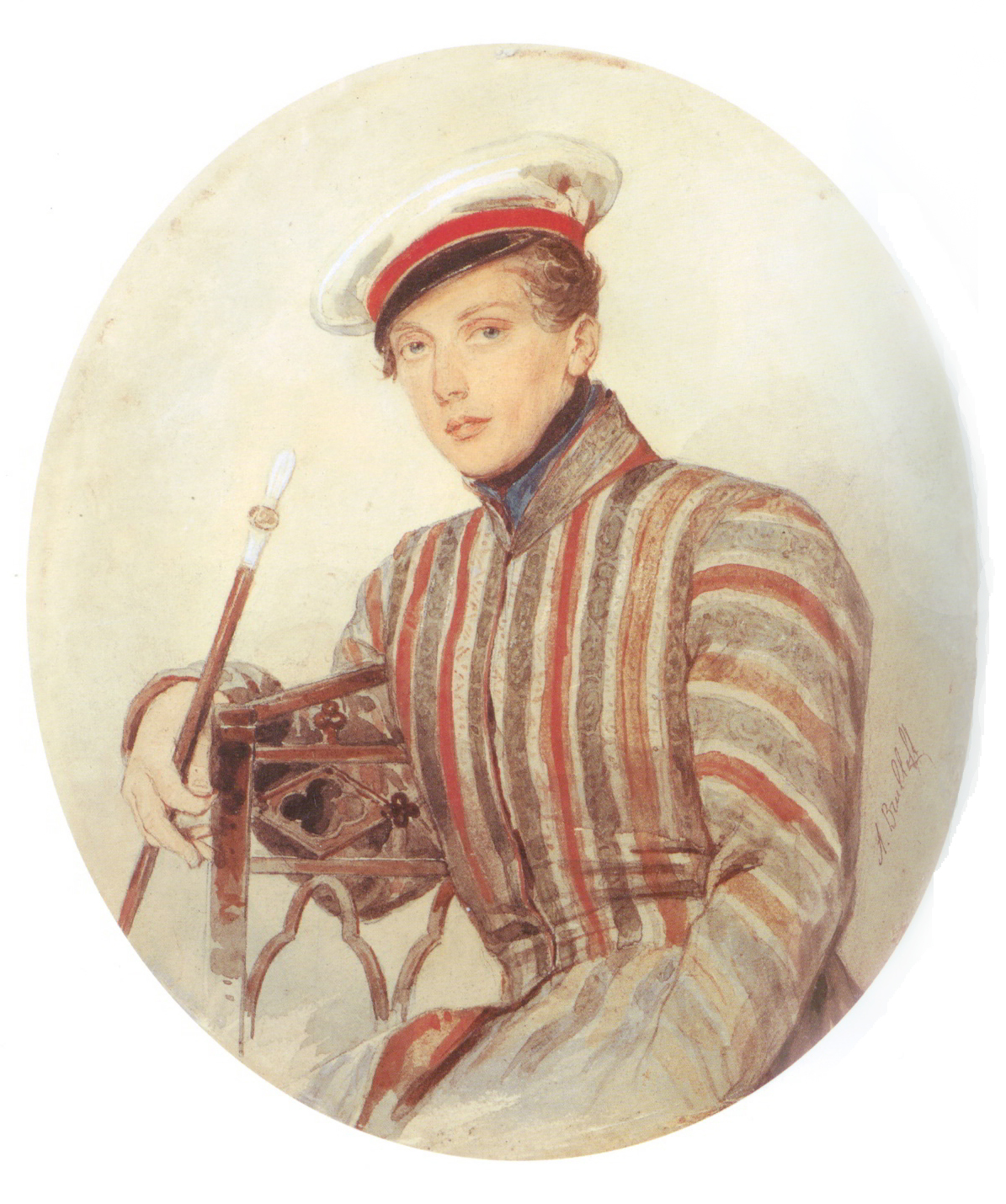
Suworow 1830 gezeichnet von Alexander Brjullow

Alexander Arkadjewitsch Suworow-Rymnikski, Fürst Italijski (russisch Алекса́ндр Арка́дьевич Суво́ров; * 1. Julijul. / 13. Juli 1804greg.; † 31. Januarjul. / 12. Februar 1882greg. in Sankt Petersburg) war ein russischer Diplomat und General.

## Leben
Alexander Arkadjewitsch Suworow war der einzige Sohn des Generals Arkadi Alexandrowitsch Suworow (1784–1811) und der Elena Alexandrowna Naryschkina (1785–1855) und ein Enkel des Feldherrn Alexander Wassiljewitsch Suworow.

### Ausbildung
Nach dem frühen Tod seines Vaters am 13. April 1811 bei der Überquerung des Rymnik-Flusses, schickte seine Mutter den achtjährigen Alexander auf ein Jesuiteninternat in St. Petersburg, wo er nach damaliger Mode mit den Söhnen anderer russischer Aristokraten aufwuchs. Die besten Lehrer wurden eingeladen, die Ausbildung von Alexander fortzusetzen. Seine Mutter Elena Alexandrowna, die nach ihrer zweiten Ehe in Florenz lebte, wollte ihren Sohn neben sich haben, der Grund für den Umzug nach Italien. Nachdem er im Alter von 18 Jahren nach Paris gegangen war, studierte er kurz an der Sorbonne und graduierte dann an der Georg-August-Universität in Göttingen. 1825 wurde er Mitglied der Curonia Goettingensis VII.

### Militärkarriere
1824 kehrte er nach Russland zurück und trat Anfang 1826 als Kadett in das Kavallerieregiment der Leibgarde ein. Er diente 1827 im Kaukasus, zeichnete sich während der Belagerung und Einnahme der Festung von Sardarabad aus, wurde zum Leutnant befördert und erhielt den Orden des Heiligen Wladimir 4. Klasse sowie das Goldenem Schwert mit der Aufschrift "Für Tapferkeit" verliehen. 1828/29 nahm er an der Schlacht von Schumla, an der Belagerung von Warna, der Einnahme der Festung Isakchi und an der Schlacht von Bulanlak teil, er nahm persönlich die Übergabe der kleinen Festung Măcin entgegen. Er beteiligte sich 1839 an der Niederschlagung des polnischen Aufstandes, zeichnete sich in mehreren Schlachten in Kongresspolen aus, darunter die Erstürmung von Warschau, und wurde als Parlamentarier entsandt, um über die Kapitulation zu verhandeln. Feldmarschall Iwan Fjodorowitsch Paskewitsch schickte ihn mit einer Siegesbotschaft nach St. Petersburg. 1831–1832 war er Kommandant eines Gardebataillons, 1839–1842 Kommandant des Phanagoreia-Grenadierregiments, dann Kommandeur einer Brigade; ab 25. Juni 1846 war er Generaladjutant.

### Generalgouverneur und Inspektor der Infanterie
Von 1847 bis 1848 war er Gouverneur von Kostroma, 1848–1861 der Generalgouverneur des Baltikums und gleichzeitig Militärgouverneur von Riga. 1850 wurde er in die Livländische Ritterschaft aufgenommen, 1851 in die Kurländische Ritterschaft. Ab 1861 war er Generalgouverneur von St. Petersburg. Als das Amt fünf Jahre später entfiel, wurde er Generalinspektor der Infanterie. 1862 wurde er Ehrenmitglied der Russischen Akademie der Wissenschaften in St. Petersburg.